# Löbau
Löbau (alt sòrab: Lubij) és un municipi alemany que pertany a l'estat de Saxònia, fent frontera amb Brandenburg. Es troba entre les vessants de la Löbauer Berg, la zona muntanyosa i fèrtil dels turons de Lusàcia. És la porta d'entrada a aquesta zona muntanyosa i volcànica a mig camí entre les ciutats de Bautzen, Görlitz i Zittau.
Limita amb els municipis de Sohland am Rotstein, Rosenbach, Niedercunnersdorf, Großschweidnitz, Lawalde i al Districte de Bautzen Hochkirch i Weißenberg.

## Composició
Està format pel centre de la ciutat i els nuclis agregats d'Altcunnewitz (Stara Chójnica), Bellwitz (Bělecy), Carlsbrunn, Dolgowitz (Dołhaćicy), Ebersdorf, Eiserode (Njeznarowy) mit Peschen (Stwěšin), Georgewitz (Korecy), Glossen (Hłušina), Großdehsa (Dažin), Kittlitz (Ketlicy) mit Unwürde (Wujer), Kleinradmeritz (Małe Radměrcy), Krappe (Krapow), Laucha (Luchow), Lautitz (Łuwoćicy), Mauschwitz (Mučnica), Nechen (Njechań), Neucunnewitz, Neukittlitz, Oelsa (Wolešnica), Oppeln (Wopaleń), Rosenhain (Róžany), Wendisch-Cunnersdorf (Serbske Kundraćicy), Wendisch-Paulsdorf (Serbske Pawlecy) i Wohla (Walowy).

## Evolució demogràfica
| Any  | Població |
| ---- | -------- |
| 1502 | 1.200    |
| 1730 | 2.211    |
| 1790 | 2.400    |
| 1832 | 2.446    |
| 1842 | 3.041    |
| 1846 | 3.623    |
| 1852 | 3.854    |
| 1856 | 3.921    |
| 1858 | 4.107    |
| 1861 | 4.413    |
| 1864 | 5.022    |
| 1867 | 5.721    |
| 1871 | 5.862    |
| 1875 | 6.226    |
| 1880 | 6.651    |
| 1885 | 6.977    |

| Any  | Població |
| ---- | -------- |
| 1890 | 7.623    |
| 1895 | 8.736    |
| 1900 | 9.637    |
| 1905 | 10.683   |
| 1910 | 11.837   |
| 1925 | 12.635   |
| 1934 | 14.574   |
| 1948 | 18.386   |
| 1964 | 16.805   |
| 1971 | 17.488   |
| 1988 | 18.326   |
| 1990 | 17.332   |
| 1995 | 16.714   |
| 2003 | 18.624   |
| 2007 | 17.278   |

## Història
Löbau va ser esmentada per primera vegada el 1221 com a "Oppidum Lubaw". Durant l'edat mitjana la ciutat era un membre de la Lliga dels Sis Ciutats d'Alta Lusàcia, creada el 1346 per les ciutats de Bautzen, Görlitz, Kamenz, Lauban, Löbau i Zittau.

## Fills Il·lustres
- Max Burkhardt (1871-1934) compositor i crític musical.

## Política

### Composició del consistori
|      | CDU | Die Linke | Bürgerliste | FDP | SPD | Total |
| 1999 | 9   | 7         | 3           | 1   | 2   | 22    |
| 2004 | 8   | 7         | 4           | 2   | 1   | 22    |
| 2009 | 7   | 5         | 6           | 3   | 1   | 22    |

### Llista de burgmestres (alcaldes)
- 1831–1832: Carl Heinrich Schluckwerder
- 1832–1842: Karl Benjamin Schöbel
- 1842–1850: Moritz Lieberecht Friedrich
- 1850–1883: Karl Hartmann
- 1883–1890: Ferdinant Paul Damm
- 1890–1912: Carl Ernst Otto Mücklich
- 1912–1922: Dr. Georg Wilhelm Schaarschmidt
- 1922–1945: Dr. jur. Otto Willi Ungethüm
- 1945: Dr. Johannes Bobeth (deposat pels soviètics)
- 1945–1946: Otto Hermann (sota ocupació soviètica)
- 1946: Adolf Klinger (kommissarisch)
- 1946–1948: Gustav Meder (SED)
- 1948–1950: Hermann Tütig
- 1950: Kurt Walter (LDPD) (1 de setembre – 31 d'octubre)
- 1950: Walter Stöß (1 de novembre – 10 de desembre)
- 1950–1955: Kurt Walter (LDPD)
- 1955–1959: Gottfried Hahnewald
- 1959–1965: Hellmuth Walter (LDPD)
- 1965–1970: Oskar Zoubek
- 1970–1983: Hellmuth Schudack (LDPD)
- 1983–1989: Rainer Simmang (SED)
- 1989–1990: Isolde Thiele (SED)
- 1990: Heinz Hartstein (CDU, SPD i independents.)
- 1990–2001: Dietrich Schulte (FDP)
- des de 2001: Dietmar Buchholz (ind)

## Agermanaments
- Lubań
- Ettlingen
- Makó
- Épernay